# Coppa del Brasile di rugby a 15 2008
La Coppa del Brasile di rugby 2008 è iniziata il 22 novembre e si è conclusa il 9 dicembre con la vittoria del (SPAC) São Paulo Athletic Club.

## Squadre partecipanti
| Squadra              | Città        | Stato               |
| -------------------- | ------------ | ------------------- |
| Federal              | San Paolo    | San Paolo           |
| Pasteur              | San Paolo    | San Paolo           |
| Potiguar Rugby Clube | Natal        | Rio Grande do Norte |
| San Diego            | Porto Alegre | Rio Grande do Sul   |
| SPAC                 | San Paolo    | San Paolo           |

## Risultati

### Preliminare
| Porto Alegre 22 novembre | San Diego | 20 – 29 | Federal |  |

### Semifinali
| San Paolo (Brasile) 29 novembre | SPAC | 35 – 15 | Federal |  |

| San Paolo (Brasile) 29 novembre | Pasteur | 28 – 0 per forfait | Potiguar |  |

### Finale
| San Paolo (Brasile) 6 dicembre | SPAC | 15 – 10 | Pasteur |  |